# Алтуна (Вісконсин)
Алтуна (англ. Altoona) — місто (англ. city) в США, в окрузі О-Клер штату Вісконсин. Населення — 8293 особи (2020).

## Географія
Алтуна розташована за координатами 44°48′0″ пн. ш. 91°26′23″ зх. д. / 44.80000° пн. ш. 91.43972° зх. д. (44.799963, -91.439585).  За даними Бюро перепису населення США в 2010 році місто мало площу 12,59 км², з яких 12,04 км² — суходіл та 0,55 км² — водойми.

## Демографія
Згідно з переписом 2010 року, у місті мешкало 6706 осіб у 2883 домогосподарствах у складі 1775 родин. Густота населення становила 533 особи/км².  Було 3288 помешкань (261/км²).
Расовий склад населення:
| - 93,5 % — білих - 1,9 % — азіатів - 0,9 % — чорних або афроамериканців - 0,4 % — корінних американців |

До двох чи більше рас належало 2,5 %. Частка іспаномовних становила 2,5 % від усіх жителів.
За віковим діапазоном населення розподілялося таким чином: 24,8 % — особи молодші 18 років, 59,4 % — особи у віці 18—64 років, 15,8 % — особи у віці 65 років та старші. Медіана віку мешканця становила 37,4 року. На 100 осіб жіночої статі у місті припадало 88,6 чоловіків;  на 100 жінок у віці від 18 років та старших — 84,8 чоловіків також старших 18 років.
Середній дохід на одне домашнє господарство  становив 66 208 доларів США (медіана — 51 675), а середній дохід на одну сім'ю — 83 186 доларів (медіана — 72 961). Медіана доходів становила 46 200 доларів для чоловіків та 38 088 доларів для жінок. За межею бідності перебувало 6,9 % осіб, у тому числі 2,3 % дітей у віці до 18 років та 11,5 % осіб у віці 65 років та старших.
Цивільне працевлаштоване населення становило 3820 осіб. Основні галузі зайнятості: освіта, охорона здоров'я та соціальна допомога — 36,0 %, роздрібна торгівля — 14,2 %, фінанси, страхування та нерухомість — 11,9 %.